# 위안선 스포츠 센터 스타디움
위안선 스포츠 센터 스타디움(중국어: 源深体育中心)은 중화인민공화국 상하이에 위치한 다목적 경기장이다. 현재는 주로 축구 경기에 쓰이고 있다.

## 경기장（축구경기용）
경기장은 주로 축구 경기에 사용되며 경기장에는 16,000 개의 관중석이 있으며 그 중 연단에는 306석, 장애인은 28석, VIP 박스는 27 개이며 VIP 600명을 수용할 수 있다. 이전에는 상하이 푸동 량양 8848, 상하이 푸동 중방, 상하이 롄청, 상하이 선양 리안 heng, 상하이 선신, 상하이 상강 등은 축구 국가 대표팀 홈에 참여하며 경기장에는 상하이 선화 2006시즌, 상하이 상강 2020시즌 AFC 아시아 챔피언스 리그.

### 위안선 스포츠 센터 스타디움 역대 승변축구리그일람표
2000年 중국갑B리그（상하이푸동 롄양8848）
2003年 중국을급리그（상하이 쥬청）
2004年 중국을급리그（상하이 쥬청）
2005年 중국슈퍼리그（상하이 중팡）、중국갑급리그（상하이 쥬청）
2006年 AFC 챔피언스리그（상하이 선화）、중국슈퍼리그（상하이 롄청중팡）
2007年 중국슈퍼리그（상하이 선화 롄청）
2009年 중국갑급리그（상하이 푸동중팡）
2010年 중국갑급리그（상하이 푸동중팡）
2013年 중국슈퍼리그（상하이 선신）
2015年 중국슈퍼리그（상하이 선신）
2020년 AFC 챔피언스리그（상하이 상강）、중국슈퍼리그（상하이 상강）

## 체육관（농구경기용）
2009년 상하이 동방 빅 샤크 농구단은 홈 코트를 루완체육장에서 위안션체육중심으로 이전했다.

## 가는 길
상하이 체육장에 가려면, 상하이 지하철 6호선을 타고 위안선 스포츠 센터 스타디움 역에 내리면 된다. 지리 좌표계 상 좌표는 북위 31° 11′ 0.61″ 동경 121° 26′ 14.28″ / 북위 31.1835028°  동경 121.4373000° 이다.